# Ekliptikales Koordinatensystem
Das ekliptikale Koordinatensystem ist eines der Koordinatensysteme, die in der sphärischen Astronomie sowie in der Astrologie verwendet werden. Im Gegensatz zum äquatorialen Koordinatensystem, das als Bezug die Ebene des Äquators der Erde verwendet, ist die Referenzebene die von der Ekliptik beschriebene Ebene (das ist annähernd die Bahnebene der Erde in ihrem Umlauf um die Sonne).

## Definition
1. Der Bahndrehimpulsvektor {\displaystyle \mathbf {C} } der mittleren Erde definiert auf der Himmelssphäre den Ekliptikpol {\displaystyle P}. 
Die Normalebene zu {\displaystyle \mathbf {C} } wird mittlere Ekliptik {\displaystyle E} genannt.
2. {\displaystyle \mathbf {W} } sei eine Richtung in {\displaystyle E}. 
{\displaystyle \mathbf {W} } definiert auf der Himmelssphäre den Punkt {\displaystyle {\mathcal {W}}}, das Äquinoktium der Koordinaten.

Die Position eines Objekts wird durch zwei Koordinaten angegeben:
- Die ekliptikale Länge {\displaystyle \lambda } gibt den Winkel gegenüber {\displaystyle {\mathcal {W}}} an. {\displaystyle \lambda } wird in der Ekliptikebene in Richtung des Erdumlaufs positiv gemessen und beträgt 0° in {\displaystyle {\mathcal {W}}}. Es gilt:

{\displaystyle -180^{\circ }<\lambda \leq +180^{\circ }}
- Die ekliptikale Breite {\displaystyle \beta } gibt den Winkel gegenüber {\displaystyle E} an – die Höhe über der Ekliptik – und beträgt 0° in {\displaystyle E} und 90° in {\displaystyle P}. Es gilt:

{\displaystyle -90^{\circ }\leq \beta \leq +90^{\circ }}
Da sich das ekliptikale Koordinatensystem weder auf den momentanen wahren Frühlingspunkt noch auf den momentanen mittleren Frühlingspunkt bezieht, muss zusätzlich ein Zeitbezug angegeben werden, der Epoche genannt wird. Der mittlere Frühlingspunkt exakt zu diesem Zeitpunkt ist das Äquinoktium der Koordinaten. Auf diesen Punkt beziehen sich die angegebenen Koordinaten. Der Zeitpunkt muss angegeben werden, weil sich der mittlere Frühlingspunkt durch die Präzession gegen den Sternenhimmel verschiebt, und der wahre Frühlingspunkt durch weitere Störungen um den mittleren Frühlingspunkt schwankt. 
Das Koordinaten-Äquinoktium kann im Prinzip frei gewählt werden (das besagt die Definition 2.). Man wählt dazu entweder ein Standardäquinoktium (etwa J2000.0) für Kataloge oder das Äquinoktium des Datums der Messung bei direkten Himmelsbeobachtungen.
Auch bezieht sich das System auf die mittlere Ekliptik, nicht die momentane Konstellation Erde–Sonne: Daher ist die Ekliptik in 1. formal über den Bahndrehimpulsvektor definiert, der langfristig vor dem Himmel stabiler liegt als die Erdbahn, die den Bahnstörungen durch die anderen Planeten unterliegt.
Der Drehsinn des Koordinatensystems, also positive Werte der Variablen, folgen den üblichen Konventionen der Physik (Drei-Finger-Regel), mit dem Himmelsnordpol als ausgezeichnetem Punkt.